# Creoleon corsicus
Creoleon corsicus is een insect uit de familie van de mierenleeuwen (Myrmeleontidae), die tot de orde netvleugeligen (Neuroptera) behoort. 
Creoleon corsicus is voor het eerst wetenschappelijk beschreven door Hagen in 1860.